# ADN polimerază

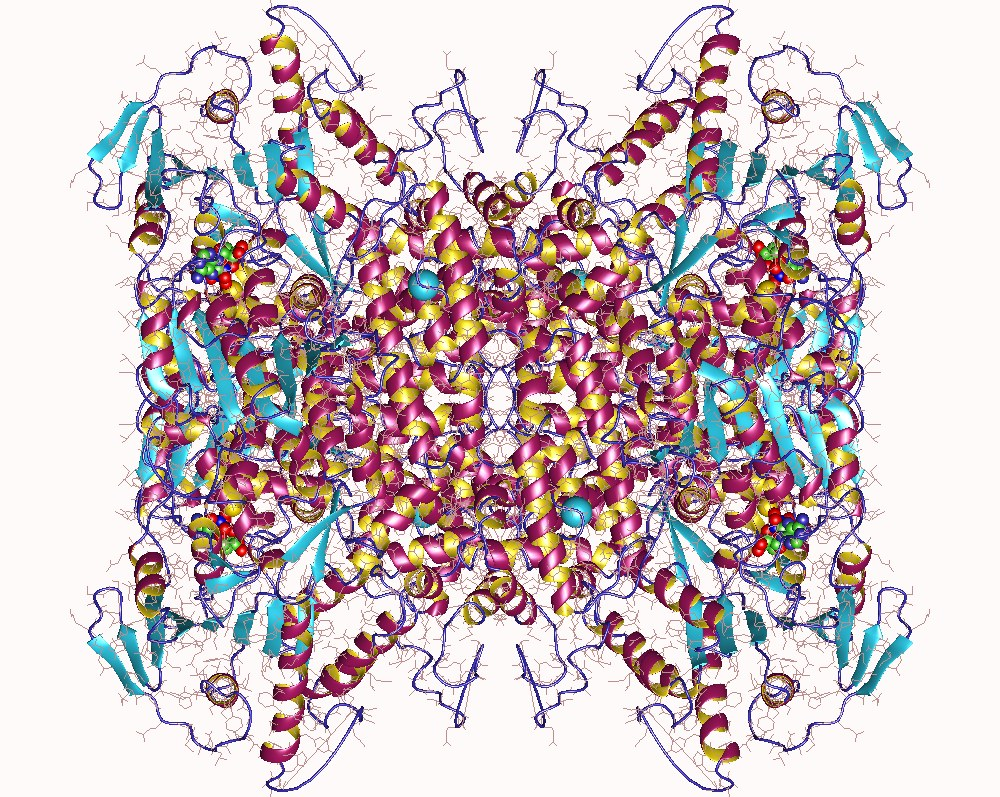
DNA polymerase theta, homotetramer, Human

ADN polimerazele sunt enzime din clasa polimerazelor care creează molecule de ADN prin asamblarea nucleotidelor. Aceste enzime sunt esențiale în procesul replicării ADN și de obicei lucrează în perechi pentru a crea două secvențe identice de ADN dintr-o singură moleculă inițială de ADN. La fiecare diviziune a unei celule, enzima ADN polimerază dublează ADN-ul celulei. În felul acesta, informația genetică este transmisă din generație în generație.

## Scurt istoric
În anul 1956, Arthur Kornberg și colegii săi au descoperit enzima ADN polimerază I, cunoscută și sub numele de Pol I, în bacteria Escherichia coli. Ei au descris procesul de replicare ADN. Ca urmare, Kornberg a primit premiul Nobel în anul 1959, pentru munca sa.  ADN polimeraza II a fost descoperită tot de Kornberg și de Malcolm E. Gefter în 1970.

## Funcția

Enzima ADN polimerază se mișcă de-a lungul vechiului strand ADN în direcția 3'-5', creând un nou strand cu direcția 5'-3'.

ADN polimerază cu corectarea greșelilor

Principală funcție a enzimei ADN polimerază este de a crea molecule de ADN din nucleotide. Copiile de molecule ADN sunt create prin punerea în perechi a nucleotidelor prezente în molecula originală de ADN. 
La crearea unei noi molecule de ADN, ADN polimeraza adaugă nucleotide doar la capătul 3' al strandului nou format. Acest proces duce la formarea unui nou strand, limitat la direcția 5'-3'. Nicio enzimă ADN polimerază nu poate începe un nou lanț de la zero (de novo); enzima poate adăuga o nucleotidă numai unui grup 3'-hidroxid (OH) pre-existent. De aceea, enzima ADN polimerază are nevoie de un primer, la care să adauge prima nucleotidă. Primerii sunt constituiți din baze ADN sau ARN. În replicarea ADN, primele două baze sunt întotdeauna ARN și sunt sintetizate de o enzimă numită primază. O enzimă numită helicază desparte cele două stranduri complementare de ADN, pentru a facilita replicarea fiecărui strand, după modelul semiconservativ al replicării ADN.
ADN polimeraza face greșeli o dată la fiecare un miliard de baze copiate. Unele enzime ADN polimeraze pot corecta aceste greșeli. La recunoașterea unei baze incorecte, enzima ADN face un pas înapoi. Rolul de exonuclează al enzimei permite eliminarea bazei greșite. După eliminare, polimeraza poate introduce baza corectă și replicarea continuă. 

## Structura
Enzimele ADN polimerază cunoscute au structuri asemănătoare, ceea ce înseamnă că proprietățile lor catalitice variază foarte puțin de la o specie la alta. Structurile asemănătoare indică funcții importante, care nu poate fi înlocuite în activitatea unei celule.

## Viteza de procesare a substratului
O enzimă ADN polimerază localizează un primer și se lipește de acesta în aproximativ o secundă. Odată primerul lipit, o altă enzimă ADN polimerază adaugă o nucleotidă pe secundă la noul lanț ADN.:207–208
Unele ADN polimeraze pot adăuga mai multe nucleotide pe secundă, crescând viteza sintezei ADN.
Rata de sinteză ADN într-o celulă vie a fost aproximată prima oară cu rata de elongare a ADN-ului bacteriofagului T4 în bacteria E. coli. În timpul creșterii exponențiale a ADN-ului la 37 °C, rata de sinteză a fost de 749 nucleotide pe secundă.